# Plossig
Plossig ist ein Ortsteil der Stadt Annaburg im Landkreis Wittenberg in Sachsen-Anhalt (Deutschland).

## Geografie
Plossig liegt ca. 12 km südlich von Jessen (Elster) am Rande des Naturparks Dübener Heide.

## Geschichte
Am 1. Januar 2011 wurde Plossig in die Stadt Annaburg eingegliedert.

## Kultur und Sehenswürdigkeiten

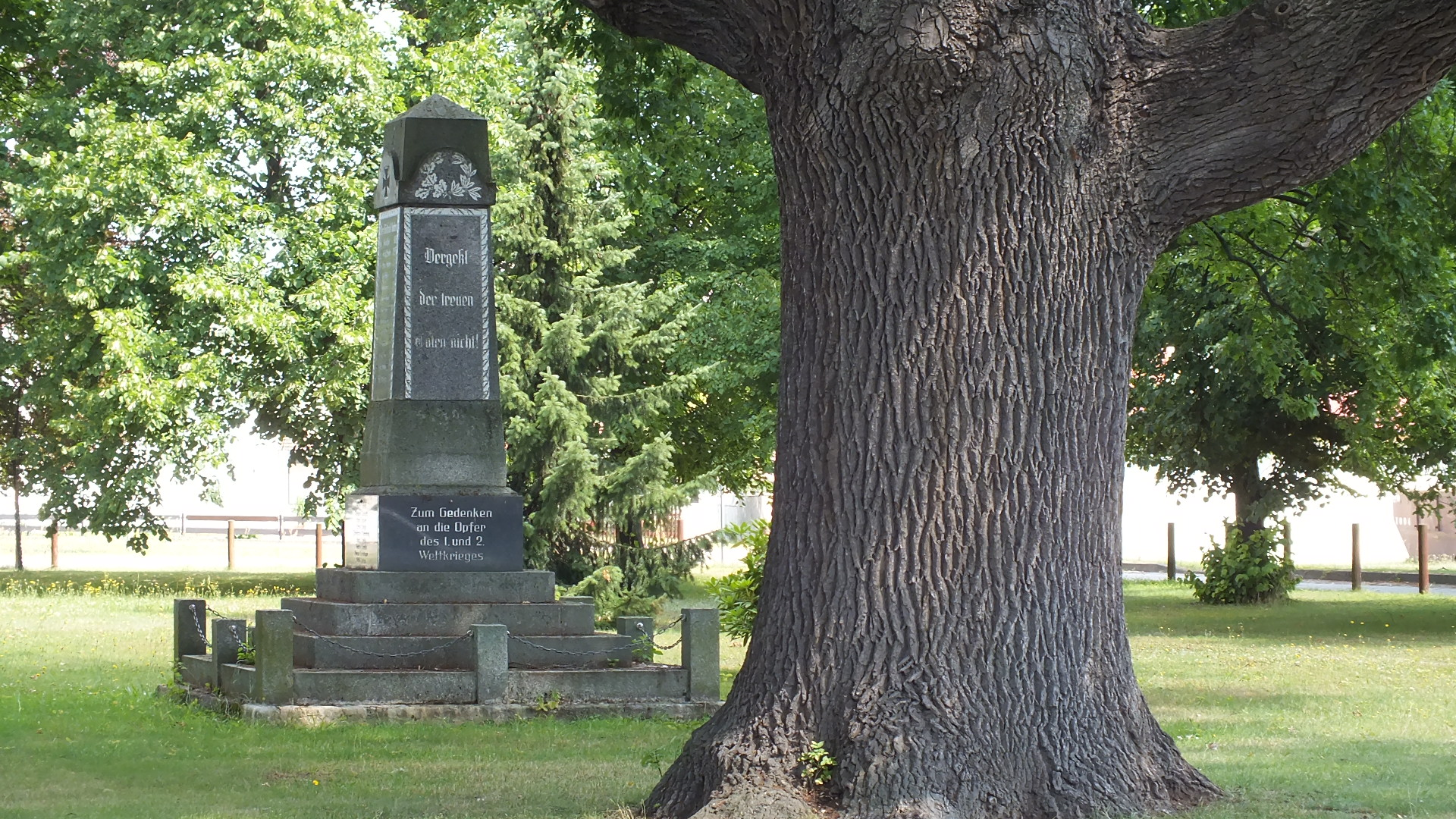
Kriegerdenkmal Plossig

In der Liste der Kulturdenkmale in Annaburg sind alle unter Denkmalschutz gestellten Objekte des Ortes aufgeführt, u. a. die im 13. Jahrhundert errichtete Kirche.

## Wirtschaft und Infrastruktur

### Verkehr
Zur Bundesstraße 187, die Wittenberg und Jessen (Elster) verbindet, sind es etwa 12 km. Von 1902 bis 1996 verband die Bahnstrecke Annaburg–Prettin Annaburg mit Prettin an der Elbe. Plossig besaß einen Haltepunkt an dieser Eisenbahnstrecke.

## Persönlichkeiten
- Roland Hammermüller (1927–2019), Politiker (DBD), LPG-Vorsitzender